# William Legge, 10.º conde de Dartmouth
William Legge, 10º conde de Dartmouth o William Dartmouth MEP (Londres, 23 de septiembre de 1949), Vizconde Lewisham y Barón Dartmouth, es un noble británico y heredero del condado de Dartmouth.
Eurodiputado, representando  Suroccidental de Inglaterra por el Partido UKIP, y en Europa, el grupo Europa de la Libertad y la Democracia Directa (EFDD).